# Mongolian Basketball League
La Mongolian Basketball League (in mongolo: Үндэсний Дээд Лиг), conosciuta anche come The League, è la massima lega professionistica di pallacanestro maschile della Mongolia. La lega è organizzata dalla Mongolian Basketball Association (MBA) e comprende 10 squadre.
Le squadre campione e vicecampione della lega si qualificano per i turni preliminari della Basketball Champions League Asia. La squadra campione accede anche alla East Asia Super League.
I campioni in carica sono la squadra del Khasin Khuleguud cha hanno conquistato la vittoria della stagione 2024-2025, vincendo le finali contro il Bishrelt Metal per 3-2. Il Khasin Khuleguud è anche la squadra con il maggior numero di titoli conquistati, con sette vittorie.

## Squadre attuali
Elenco delle dieci squadre che hanno preso parte alla stagione 2024-2025.
| Squadra          | Città       |
| ---------------- | ----------- |
| SG Apes          | Ulaanbaatar |
| Khasin Khuleguud | Ulaanbaatar |
| BCH Knights      | Ulaanbaatar |
| Selenge Bodons   | Sùchbaatar  |
| Darkhan United   | Darkhan     |
| Ulaanbaatar TLG  | Ulaanbaatar |
| Zavkhan Brothers | Uliastai    |
| Nalaikh Bison    | Nalaikh     |
| Bishrelt Metal   | Ulaanbaatar |
| Erdenet Miners   | Erdenet     |

## Albo d'oro
| Stagione | Campione                                         | Finalista                                        | Risultato                                        | Note                                             |
| -------- | ------------------------------------------------ | ------------------------------------------------ | ------------------------------------------------ | ------------------------------------------------ |
| 1994–95  | Basket 1+11                                      | Asian Wolf                                       | 4–2                                              |                                                  |
| 1995–96  | Business Devils                                  | Altay Hawks                                      | 4–2                                              |                                                  |
| 1996–97  | Business Devils                                  | Altay Hawks                                      | 4–1                                              |                                                  |
| 1997–98  | Basket 1+11                                      | Business Devils                                  | 4–2                                              |                                                  |
| 1998–99  | Basket 1+11                                      | Business Devils                                  | 4–2                                              |                                                  |
| 1999–00  | XMG Stallions                                    | Sky Hawks                                        | 4–0                                              |                                                  |
| 2000–01  | Leader BC                                        | XMG Stallions                                    | 4–3                                              |                                                  |
| 2001–02  | Leader BC                                        | XMG Stallions                                    | 4–2                                              |                                                  |
| 2002–03  | Alians Tekh Khartsaga                            | Irves                                            | 4–1                                              |                                                  |
| 2003–04  | Non disputato                                    | Non disputato                                    | Non disputato                                    |                                                  |
| 2004–05  | Leader BC                                        | Alians Tekh Khartsaga                            | 4–1                                              |                                                  |
| 2005–06  | Alians Tekh Khartsaga                            | Baganat Urgoo                                    | 4–2                                              |                                                  |
| 2006–07  | Alians Tekh Khartsaga                            | Yoluud                                           | 4–1                                              |                                                  |
| 2007–08  | Khasin Khuleguud                                 | Sharks                                           | 4–3                                              |                                                  |
| 2008–09  | Khasin Khuleguud                                 | MBM MUIS                                         | 4–2                                              |                                                  |
| 2009-10  | Khasin Khuleguud                                 | Bayanzurkh Bulls                                 | 4–2                                              |                                                  |
| 2010-11  | Alians Tekh Khartsaga                            | Avatar                                           | 4–1                                              |                                                  |
| 2011-12  | Bayanzurkh Bulls                                 | Khasin Khuleguud                                 | 4–2                                              |                                                  |
| 2012-13  | Tanan Garid                                      | Khasin Khuleguud                                 | 4–1                                              |                                                  |
| 2013–14  | Khasin Khuleguud                                 | Altay Hawks                                      | 4–0                                              | [ 5 ]                                            |
| 2014–15  | Altay Hawks                                      | Tanan Garid                                      | 4–2                                              | [ 6 ]                                            |
| 2015–16  | Alians Tekh Khartsaga                            | Khasin Khuleguud                                 | 4–2                                              | [ 7 ]                                            |
| 2016–17  | Arhangai Gold East Warriors                      | Alians Tekh Khartsaga                            | 4–1                                              | [ 8 ]                                            |
| 2017–18  | Arhangai Gold East Warriors                      | Khovd Altain Argali                              | 4–2                                              | [ 9 ]                                            |
| 2018–19  | BCH Knights                                      | Khasin Khuleguud                                 | 4–3                                              | [ 10 ]                                           |
| 2019–20  | Non disputata a causa della pandemia da COVID-19 | Non disputata a causa della pandemia da COVID-19 | Non disputata a causa della pandemia da COVID-19 | Non disputata a causa della pandemia da COVID-19 |
| 2020–21  | Non disputata a causa della pandemia da COVID-19 | Non disputata a causa della pandemia da COVID-19 | Non disputata a causa della pandemia da COVID-19 | Non disputata a causa della pandemia da COVID-19 |
| 2021–22  | Khasin Khuleguud                                 | Erdenet Miners                                   | 4–0                                              | [ 11 ]                                           |
| 2022–23  | Erdenet Miners                                   | Bishrelt Metal                                   | 4–0                                              | [ 12 ]                                           |
| 2023–24  | Khasin Khuleguud                                 | Bishrelt Metal                                   | 4–1                                              | [ 13 ]                                           |
| 2024–25  | Khasin Khuleguud                                 | Bishrelt Metal                                   | 4–2                                              | [ 14 ]                                           |

### Titoli per Club
| Club                        | Titoli | Anni vittorie                                                               |
| --------------------------- | ------ | --------------------------------------------------------------------------- |
| Khasin Khuleguud            | 7      | 2007-2008, 2008-2009, 2009-2010, 2013-2014, 2021-2022, 2023-2024, 2024-2025 |
| Alians Tekh Khartsaga       | 5      | 2002-2003, 2005-2006, 2006-2007, 2010-2011, 2015-2016                       |
| Leader BC                   | 3      | 2000-2001, 2001-2002, 2004-2005                                             |
| Basket 1+11                 | 3      | 1994-1995, 1997-1998, 1998-1999                                             |
| Arhangai Gold East Warriors | 2      | 2016-2017, 2017-2018                                                        |
| Business Devils             | 2      | 1995-1996, 1996-1997                                                        |
| Erdenet Miners              | 1      | 2022-2023                                                                   |
| BCH Knights                 | 1      | 2018-2019                                                                   |
| Altay Hawks                 | 1      | 2014-2015                                                                   |
| Tanan Garid                 | 1      | 2012-2013                                                                   |
| Bayanzurkh Bulls            | 1      | 2011-2012                                                                   |
| XMG Stallions               | 1      | 1999-2000                                                                   |